# Geiner Alvarado
Pour les articles homonymes, voir Alvarado.
Geiner Alvarado López, né le 7 mai 1983 dans le département du Montevideo, est un homme politique péruvien.
Il est ministre du Logement, de la Construction et de l'Assainissement entre le 29 juillet 2021 et 5 août 2022.
Depuis le remaniement du 5 août 2022, il est ministre des Transports et des Communications.

## Biographie
Geiner Alvarado a occupé divers postes dans la fonction publique dans la région amazonienne. Il a été directeur régional des transports et des communications en 2019. En 2020, il a été directeur de la municipalité provinciale de Rodríguez de Mendoza et directeur de la gestion des infrastructures et des investissements dans la municipalité provinciale de Chachapoyas.
Le 29 juillet 2021, il est nommé ministre du Logement, de la Construction et de l'Assainissement dans le premier gouvernement de Pedro Castillo, puis est reconduit dans ses fonctions le 6 octobre 2021.
Le 5 août 2022, lors du deuxième remaniement du quatrième gouvernement de Pedro Castillo, Geiner Alvarado est nommé ministre chargé des Transports.